# Kardinalvikar
Der Kardinalvikar (Vicarius Urbis) (italienisch Cardinale Vicario), offiziell Generalvikar Seiner Heiligkeit für das Bistum Rom (lateinisch Vicarius Generalis dioecesis Romanae, italienisch Vicario Generale di Sua Santità per la diocesi di Roma), ist die Bezeichnung für den Generalvikar der Diözese Rom, der seit 1558 stets Kardinal ist. Er ist der mit der geistlichen, pastoralen und administrativen Leitung des Bistums Rom beauftragte Vertreter des Papstes in seiner Eigenschaft als Bischof von Rom. In der Regel wird dieses Amt von einem Kardinal ausgeübt; ist der Amtsinhaber (noch) nicht Kardinal, so wird er Pro-Generalvikar Seiner Heiligkeit genannt.
Kirchenrechtlich gesehen ist der Kardinalvikar ein für das Bistum Rom berufener Weihbischof, der die Vollmachten eines Generalvikars besitzt und sich im Range eines Kardinals befindet. Damit bleibt der Papst als Bischof von Rom de iure Ortsordinarius in Rom, de facto nimmt der Papst aber aufgrund der umfangreichen Aufgaben für die Weltkirche nur sehr geringen Einfluss auf die Leitung der Diözese Rom, so dass dem Amt des Kardinalvikars sehr weitreichende Kompetenzen verliehen wurden und die meisten Entscheidungen bezüglich der Kirche in Rom auch von diesem getroffen werden.
Bereits am 1. Januar 1912 wurde die Verfassung des Kardinalvikariates von Rom in der Konstitution Etsi nos von Papst Pius X. neu geregelt, wonach das Amt des Kardinalvikars auch während der Sedisvakanz fortdauert. Diese Regelung bestätigen die Bestimmungen der von Papst Paul VI. verfügten Apostolischen Konstitution Vicariae potestatis in urbe Nr. 2 § 1 vom 6. Januar 1977 wonach der Kardinalvikar auch nach dem Tod des Papstes im Amt bleibt. Erneut bestätigt wurde dies von Papst Johannes Paul II. in der Apostolischen Konstitution Universi Dominici Gregis vom 22. Februar 1996. Damit wird die Kontinuität der Leitung der Diözese Rom während der Sedisvakanz gewährleistet, indem der Kardinalvikar quasi als „Diözesanadministrator“ das Bistum weiter verwaltet, während gemäß der Apostolischen Konstitution Pastor Bonus (Art. 6) vom 28. Juni 1988 die Leiter der Dikasterien der Römischen Kurie von der Ausübung ihres Amtes zurücktreten müssen.
Seit dem Abschluss der Lateranverträge im Jahre 1929 ist die Vatikanstadt durch die Konstitution von Papst Pius XI. Ex Lateranensi pacto vom 30. Mai 1929 von der Jurisdiktion des Kardinalvikars ausgenommen. Für die Vatikanstadt ist das Amt des Generalvikars Seiner Heiligkeit für die Vatikanstadt neu geschaffen worden, obwohl das Staatsgebiet der Vatikanstadt zum Territorium des Bistums Rom gehört. Dafür jedoch hat der Kardinalvikar die Funktion eines „Apostolischen Administrators“ für das Bistum Ostia, nachdem das Diözesangebiet von Ostia seit Pius XII. vom Vikariat von Rom mitverwaltet wird.
In der Regel ist das Amt des Kardinalvikars gleichzeitig mit dem des Erzpriesters der Patriarchalbasilika St. Johannes im Lateran, der Bischofskirche von Rom, und dem des Großkanzlers der Päpstlichen Lateranuniversität verknüpft. Sitz des Kardinalvikars und des Vikariats von Rom ist seit Papst Johannes XXIII. an der Lateranbasilika im Lateranpalast.

## Amtsinhaber
- Seit Oktober 2024: Kardinal Baldassare Reina